# 埼玉県の市町村旗一覧
埼玉県の市町村旗一覧（さいたまけんのしちょうそんきいちらん）は、埼玉県内の市町村に制定されている、あるいは制定されていた市町村旗の一覧である。なお、一覧の順序は全国地方公共団体コード順による。廃止された市町村旗は廃止日から順に掲載している。

## 概要
- 埼玉県旗の地色が白色・紋章が赤色と指定されている。その影響で昭和の大合併によって自治体が新設合併により誕生した時にその配色を模倣して、県内の自治体の旗の地色が白色・紋章が赤色の箇所が指定されている。まずは川越市[1]・熊谷市[2]などの中核都市、次に秩父市などの地方都市、更には吉川市[3]・桶川市[4]・三郷市[5]などの新興都市・後は比企郡小川町[6]・秩父郡皆野町[7]などの田園都市などに該当する。しかし、平成の大合併によって周囲の自治体との合併により新設した2代目の児玉郡神川町[8]・ときがわ町[9]は県旗の地色と紋章の色の模倣を受けず、影響もしていない。
  - 秩父地方の自治体（秩父市・秩父郡小鹿野町・同郡長瀞町・同郡東秩父村・同郡皆野町・同郡横瀬町）では現存する自治体または平成の大合併によって消滅した町村（秩父郡吉田町[10]・同郡荒川村[11]・同郡大滝村[12]・同郡両神村[13]）を含め、大半の自治体が条例によって制定されている、または過去に制定されていた。（ただし、秩父郡小鹿野町・同郡東秩父村のみは旗の制定が条例によって制定されていない。）

## 市部
| 市         | 市旗                              | 制定有無 | 制定日         | 旗の色                                                                                    | 備考                                                                |
| ---------- | --------------------------------- | -------- | -------------- | ----------------------------------------------------------------------------------------- | ------------------------------------------------------------------- |
| さいたま市 |                                   | なし     | なし           | 地色は白色であり、紋章は指定色が指定されている                                            |                                                                     |
| 川越市     |                                   | あり     | 1922年12月1日  | 地色は白色であり、紋章は赤色が指定されている                                              |                                                                     |
| 熊谷市     |                                   | なし     | なし           | 地色は白色であり、紋章は赤色が指定されている                                              |                                                                     |
| 川口市     |                                   | あり     | 1965年7月16日  | 地色は薄黄色であり、紋章は鉄色が指定されている                                            |                                                                     |
| 行田市     |                                   | なし     | なし           | 地色は白色であり、紋章は赤色が指定されている                                              |                                                                     |
| 秩父市     |                                   | あり     | 2005年4月1日   | 地色は白色であり、紋章は赤色が指定されている                                              | 旧・秩父市制時の1962年3月13日に制定され、新・市制施行後に継承される |
| 所沢市     |                                   | あり     | 1983年9月1日   | 地色は白色であり、紋章は緑色が指定されている                                              |                                                                     |
| 飯能市     |                                   | あり     | 1922年12月5日  | 地色は白色であり、紋章は赤色が指定されている                                              |                                                                     |
| 加須市     |                                   | あり     | 2010年12月6日  | 地色は白色であり、紋章は指定色が指定されている                                            | 2代目の市旗である                                                   |
| 本庄市     |                                   | あり     | 2006年10月22日 | 地色は白色であり、紋章は指定色が指定されている                                            | 2代目の市旗である                                                   |
| 東松山市   |                                   | なし     | なし           | 地色は白色であり、紋章は緑色が指定されている                                              |                                                                     |
| 春日部市   |                                   | なし     | なし           | 地色は白色であり、紋章は黄緑色が指定されている                                            |                                                                     |
| 狭山市     |                                   | あり     | 1976年6月1日   | 地色は白色であり、紋章は赤色が指定されている                                              |                                                                     |
| 羽生市     |                                   | あり     | 1955年1月14日  | 地色は白色であり、紋章は黒色が指定されている                                              |                                                                     |
| 鴻巣市     |                                   | なし     | なし           | 地色は白色であり、紋章は指定色が指定されている                                            | 2代目の市旗である                                                   |
| 深谷市     |                                   | あり     | 2006年3月5日   | 地色は白色であり、紋章は指定色が指定されている                                            | 2代目の市旗である                                                   |
| 上尾市     |                                   | あり     | 1966年7月1日   | 地色は白色であり、紋章は赤色が指定されている                                              |                                                                     |
| 草加市     |                                   | なし     | なし           | 地色は白色であり、紋章は赤色が指定されている                                              |                                                                     |
| 越谷市     |                                   | なし     | なし           | 地色は白色であり、紋章は赤色が指定されている                                              |                                                                     |
| 蕨市       |                                   | なし     | なし           | 地色は白色であり、紋章は赤色が指定されている                                              |                                                                     |
| 戸田市     |                                   | あり     | 1966年10月1日  | 地色は白色であり、紋章は赤色が指定されている                                              |                                                                     |
| 入間市     |                                   | あり     | 1967年8月23日  | 地色は白色であり、紋章は緑色が指定されている                                              |                                                                     |
| 朝霞市     |                                   | あり     | 1972年9月1日   | 地色は紫色であり、紋章は白色が指定されている                                              |                                                                     |
| 志木市     |                                   | あり     | 1970年10月26日 | 地色は白色であり、紋章は赤色が指定されている                                              |                                                                     |
| 和光市     |                                   | あり     | 1970年10月31日 | 地色は紫色であり、紋章は白色が指定されている                                              | 2009年3月3日に告示される                                            |
| 新座市     |                                   | あり     | 1970年11月14日 | 地色は白色であり、紋章は緑色が指定されている                                              |                                                                     |
| 桶川市     |                                   | あり     | 1968年11月1日  | 地色は白色であり、紋章は赤色が指定されている                                              | 桶川町旗として制定され、市制施行後に継承される                      |
| 久喜市     |                                   | なし     | なし           | 地色は白色であり、紋章は指定色が指定されている                                            | 2代目の市旗である                                                   |
| 北本市     |                                   | なし     | なし           | 地色は白色であり、紋章は青色が指定されている                                              |                                                                     |
| 八潮市     |                                   | なし     | なし           | 地色は白色であり、紋章は赤色が指定されている                                              |                                                                     |
| 富士見市   |                                   | なし     | なし           | 地色は白色であり、紋章は赤色が指定されている                                              |                                                                     |
| 三郷市     |                                   | あり     | 1985年1月1日   | 地色は白色であり、紋章は赤色が指定されている                                              |                                                                     |
| 蓮田市     | （地色が白色篇） （地色が紫色篇） | あり     | 1972年9月30日  | 地色は白色であり、紋章は赤色が指定されている 地色は紫色であり、紋章は金色が指定されている |                                                                     |
| 坂戸市     |                                   | なし     | なし           | 地色は緑色であり、紋章は白色が指定されている                                              |                                                                     |
| 幸手市     |                                   | なし     | なし           | 地色は白色であり、紋章は赤色が指定されている                                              |                                                                     |
| 鶴ヶ島市   |                                   | なし     | なし           | 地色は白色であり、紋章は青色が指定されている                                              |                                                                     |
| 日高市     |                                   | あり     | 1970年11月30日 | 地色は青色であり、紋章は白色が指定されている                                              |                                                                     |
| 吉川市     |                                   | あり     | 1955年3月1日   | 地色は白色であり、紋章は赤色が指定されている                                              | 吉川町旗として制定され、市制施行後に継承される                      |
| ふじみ野市 |                                   | あり     | 2006年4月1日   | 地色は白色であり、紋章は指定色が指定されている                                            |                                                                     |
| 白岡市     |                                   | なし     | なし           | 地色は白色であり、紋章は青色が指定されている                                              |                                                                     |

## 町村部
| 郡       | 町村       | 町村旗 | 制定有無 | 制定日         | 旗の色                                         | 備考                                           |
| -------- | ---------- | ------ | -------- | -------------- | ---------------------------------------------- | ---------------------------------------------- |
| 北足立郡 | 伊奈町     |        | なし     | なし           | 地色は白色であり、紋章は赤色が指定されている   |                                                |
| 入間郡   | 三芳町     |        | なし     | なし           | 地色は白色であり、紋章は緑色が指定されている   |                                                |
| 入間郡   | 毛呂山町   |        | なし     | なし           | 地色は紫色であり、紋章は白色が指定されている   |                                                |
| 入間郡   | 越生町     |        | なし     | なし           | 地色は白色であり、紋章は青色が指定されている   |                                                |
| 比企郡   | 滑川町     |        | なし     | なし           | 地色は深緑色であり、紋章は白色が指定されている |                                                |
| 比企郡   | 嵐山町     |        | なし     | なし           | 地色は白色であり、紋章は青色が指定されている   |                                                |
| 比企郡   | 小川町     |        | あり     | 1973年7月1日   | 地色は白色であり、紋章は赤色が指定されている   |                                                |
| 比企郡   | 川島町     |        | なし     | なし           | 地色は白色であり、紋章は赤色が指定されている   |                                                |
| 比企郡   | 吉見町     |        | なし     | なし           | 地色は白色であり、紋章は緑色が指定されている   |                                                |
| 比企郡   | 鳩山町     |        | なし     | なし           | 地色は白色であり、紋章は緑色が指定されている   |                                                |
| 比企郡   | ときがわ町 |        | あり     | 2006年2月1日   | 地色は白色であり、紋章は指定色が指定されている |                                                |
| 秩父郡   | 横瀬町     |        | あり     | 1979年3月14日  | 地色は白色であり、紋章は赤色が指定されている   | 横瀬村旗として制定され、町制施行後に継承される |
| 秩父郡   | 皆野町     |        | あり     | 1973年4月1日   | 地色は白色であり、紋章は赤色が指定されている   |                                                |
| 秩父郡   | 長瀞町     |        | あり     | 1972年11月1日  | 地色は深緑色であり、紋章は白色が指定されている |                                                |
| 秩父郡   | 小鹿野町   |        | なし     | なし           | 地色は白色であり、紋章は赤色が指定されている   |                                                |
| 秩父郡   | 東秩父村   |        | なし     | なし           | 地色は白色であり、紋章は赤色が指定されている   |                                                |
| 児玉郡   | 美里町     |        | なし     | なし           | 地色は深緑色であり、紋章は白色が指定されている |                                                |
| 児玉郡   | 神川町     |        | あり     | 2006年12月20日 | 地色は白色であり、紋章は指定色が指定されている | 2代目の町旗である                              |
| 児玉郡   | 上里町     |        | あり     | 1971年10月3日  | 地色は紫色であり、紋章は白色が指定されている   |                                                |
| 大里郡   | 寄居町     |        | なし     | なし           | 地色は白色であり、紋章は臙脂色が指定されている |                                                |
| 南埼玉郡 | 宮代町     |        | あり     | 1982年2月18日  | 地色は紫色であり、紋章は白色が指定されている   |                                                |
| 北葛飾郡 | 杉戸町     |        | あり     | 1990年4月1日   | 地色は白色であり、紋章は緑色が指定されている   | 2代目の町旗である                              |
| 北葛飾郡 | 松伏町     |        | なし     | なし           | 地色は白色であり、紋章は赤色が指定されている   |                                                |

## 廃止された市町村旗
| 市郡     | 町村     | 市町村旗 | 制定有無 | 制定日         | 廃止日         | 旗の色                                                                                     | 備考                                                                       |
| -------- | -------- | -------- | -------- | -------------- | -------------- | ------------------------------------------------------------------------------------------ | -------------------------------------------------------------------------- |
| 北葛飾郡 | 杉戸町   |          | あり     | 1982年10月1日  | 1990年4月1日   | 地色は白色であり、紋章は緑色が指定されている                                               | 告示第56号によって制定された 初代の町旗である                              |
| 浦和市   |          |          | なし     | なし           | 2001年5月1日   | 地色は白色であり、紋章は赤色が指定されている                                               |                                                                            |
| 大宮市   |          |          | あり     | 1981年3月31日  | 2001年5月1日   | 地色は白色であり、紋章は赤色が指定されている                                               |                                                                            |
| 与野市   |          |          | なし     | なし           | 2001年5月1日   | 地色は白色であり、紋章は赤色が指定されている                                               |                                                                            |
| 入間郡   | 名栗村   |          | あり     | 1984年3月13日  | 2005年1月1日   | 地色は白色であり、紋章は緑色が指定されている                                               |                                                                            |
| 岩槻市   |          |          | なし     | なし           | 2005年4月1日   | 地色は白色であり、紋章は赤色が指定されている                                               |                                                                            |
| 秩父郡   | 吉田町   |          | あり     | 1982年8月1日   | 2005年4月1日   | 地色は白色であり、紋章は紺色が指定されている                                               |                                                                            |
| 秩父郡   | 荒川村   |          | あり     | 1981年2月2日   | 2005年4月1日   | 地色は白色であり、紋章は青色が指定されている                                               |                                                                            |
| 秩父郡   | 大滝村   |          | あり     | 1987年12月26日 | 2005年4月1日   | 地色は白色であり、紋章は赤色が指定されている                                               |                                                                            |
| 北足立郡 | 吹上町   |          | なし     | なし           | 2005年10月1日  | 地色は白色であり、紋章は赤色が指定されている                                               |                                                                            |
| 北埼玉郡 | 川里町   |          | なし     | なし           | 2005年10月1日  | 地色は藍色であり、紋章は白色が指定されている                                               |                                                                            |
| 大里郡   | 大里町   |          | あり     | 1987年10月1日  | 2005年10月1日  | 地色は緑色であり、紋章は白色が指定されている                                               |                                                                            |
| 大里郡   | 妻沼町   |          | なし     | なし           | 2005年10月1日  | 地色は白色であり、紋章は赤色が指定されている                                               |                                                                            |
| 上福岡市 |          |          | なし     | なし           | 2005年10月1日  | 地色はシャノングリーン色であり、紋章は白色が指定されている                                 |                                                                            |
| 入間郡   | 大井町   |          | なし     | なし           | 2005年10月1日  | 地色は水色であり、紋章は白色が指定されている                                               |                                                                            |
| 秩父郡   | 両神村   |          | あり     | 1989年11月15日 | 2005年10月1日  | 地色は白色であり、紋章は臙脂色が指定されている                                             |                                                                            |
| 春日部市 |          |          | なし     | なし           | 2005年10月1日  | 地色は白色であり、紋章は赤色が指定されている                                               |                                                                            |
| 北葛飾郡 | 庄和町   |          | なし     | なし           | 2005年10月1日  | 地色は青色であり、紋章は白色が指定されている                                               |                                                                            |
| 北埼玉郡 | 南河原村 |          | なし     | なし           | 2006年1月1日   | 地色は白色であり、紋章は黒色が指定されている                                               |                                                                            |
| 深谷市   |          |          | あり     | 1955年6月15日  | 2006年1月1日   | 地色は青色であり、紋章は白色が指定されている                                               | 1958年6月に再制定された 初代の市旗である                                   |
| 大里郡   | 岡部町   |          | なし     | なし           | 2006年1月1日   | 地色は臙脂色であり、紋章は白色が指定されている                                             |                                                                            |
| 大里郡   | 川本町   |          | あり     | 1977年2月11日  | 2006年1月1日   | 地色は白色であり、紋章は青色が指定されている                                               | 告示第6号によって制定された                                                |
| 大里郡   | 花園町   |          | あり     | 1977年9月25日  | 2006年1月1日   | 地色は白色であり、紋章は「花」の部分は赤色・「花」の部分の外周及び円は緑色が指定されている | 規程第6号によって制定された 花園村旗として制定され、町制施行後に継承された |
| 児玉郡   | 神川町   |          | なし     | なし           | 2006年1月1日   | 地色は白色であり、紋章は緑色が指定されている                                               |                                                                            |
| 児玉郡   | 神泉村   |          | あり     | 1972年4月1日   | 2006年1月1日   | 指定されていない 慣例として地色は青色であり、紋章は白色が指定されている                    |                                                                            |
| 本庄市   |          |          | なし     | なし           | 2006年1月10日  | 地色は紫色であり、紋章は白色が指定されている                                               | 初代の市旗である                                                           |
| 児玉郡   | 児玉町   |          | あり     | 1965年12月1日  | 2006年1月10日  | 地色は水色であり、紋章は白色が指定されている                                               |                                                                            |
| 比企郡   | 都幾川村 |          | なし     | なし           | 2006年2月1日   | 地色は白色であり、紋章は臙脂色が指定されている                                             |                                                                            |
| 比企郡   | 玉川村   |          | あり     | 1979年5月9日   | 2006年2月1日   | 地色は白色であり、紋章は赤色が指定されている                                               |                                                                            |
| 大里郡   | 江南町   |          | なし     | なし           | 2007年2月13日  | 地色は白色であり、紋章は赤色が指定されている                                               |                                                                            |
| 久喜市   |          |          | なし     | なし           | 2010年3月23日  | 地色は紫色であり、紋章は白色が指定されている                                               | 初代の市旗である                                                           |
| 北葛飾郡 | 鷲宮町   |          | なし     | なし           | 2010年3月23日  | 地色は紫色であり、紋章は白色が指定されている                                               |                                                                            |
| 北葛飾郡 | 栗橋町   |          | なし     | なし           | 2010年3月23日  | 地色は白色であり、紋章は青色が指定されている                                               |                                                                            |
| 南埼玉郡 | 菖蒲町   |          | なし     | なし           | 2010年3月23日  | 地色は白色であり、紋章は黒色が指定されている                                               |                                                                            |
| 加須市   |          |          | なし     | なし           | 2010年3月23日  | 地色は白色であり、紋章は紫色が指定されている                                               | 初代の市旗である                                                           |
| 北埼玉郡 | 騎西町   |          | なし     | なし           | 2010年3月23日  | 地色は白色であり、紋章は水色が指定されている                                               |                                                                            |
| 北埼玉郡 | 北川辺町 |          | なし     | なし           | 2010年3月23日  | 地色は白色であり、紋章は青色が指定されている                                               |                                                                            |
| 北埼玉郡 | 大利根町 |          | なし     | なし           | 2010年3月23日  | 地色は白色であり、紋章は緑色が指定されている                                               |                                                                            |
| 鳩ヶ谷市 |          |          | なし     | なし           | 2011年10月11日 | 地色は白色であり、紋章は赤色が指定されている                                               |                                                                            |
| 鴻巣市   |          |          | なし     | なし           | 2021年4月1日   | 地色は青色であり、紋章は白色が指定されている                                               | 初代の市旗である                                                           |

### 書籍
- 近藤春夫『都市の紋章 : 一名・自治体の徽章』行水社、1915年。NDLJP:955061
- NHK情報ネットワーク『NHKふるさとデータブック3 [関東]』日本放送協会、1992年5月1日。

### 自治体書籍
- 杉戸町役場『旧・杉戸町例規集』埼玉県北葛飾郡杉戸町。
- 大宮市役所『大宮市例規集』埼玉県大宮市。
- 名栗村役場『名栗村例規集』埼玉県入間郡名栗村。
- 吉田町役場『吉田町例規集』埼玉県秩父郡吉田町。
- 荒川村役場『荒川村例規集』埼玉県秩父郡荒川村。
- 大滝村役場『大滝村例規集』埼玉県秩父郡大滝村。
- 大里町役場『大里町例規集』埼玉県大里郡大里町。
- 両神村役場『両神村例規集』埼玉県秩父郡両神村。
- 川本町役場『川本町例規集』埼玉県大里郡川本町。
- 花園町役場『花園町例規集』埼玉県大里郡花園町。
- 神泉村役場『神泉村例規集』埼玉県児玉郡神泉村。